# Russenluster

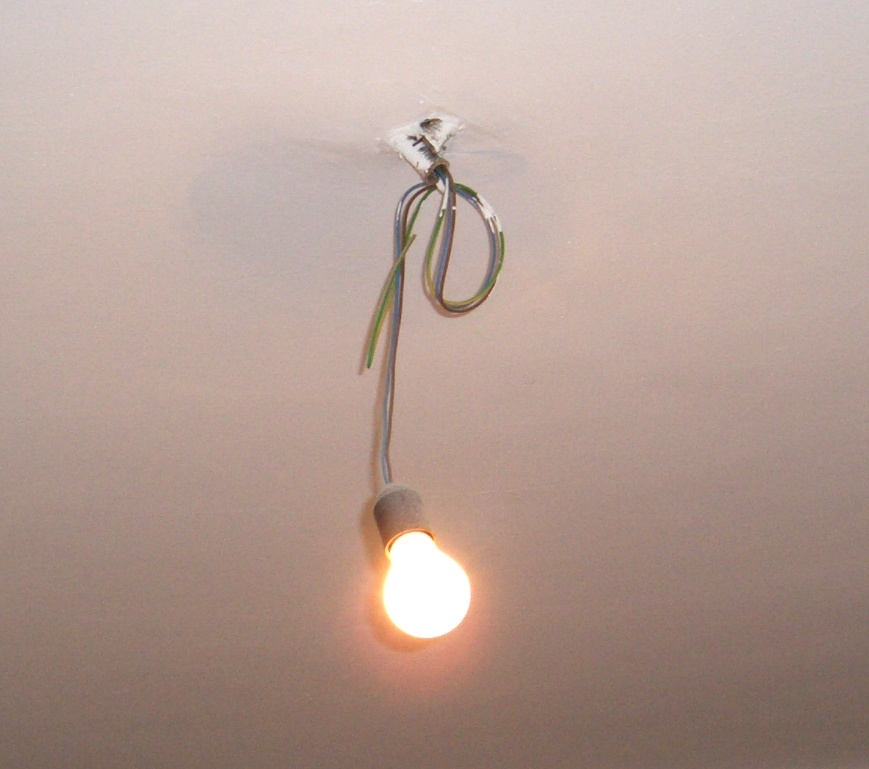
„Russenluster“

Das Wort Russenluster, auch Russenlampen oder russischer Luster, bezeichnet im österreichischen Sprachgebrauch die Raumbeleuchtung mittels einer Glühlampe, die in einer einfachen Fassung ohne Lampenschirm direkt am Stromkabel von der Zimmerdecke hängt.
Die Bezeichnung nimmt die im Österreichischen Luster genannte Deckenlampe auf und wertet sie ab: Einerseits bedeutet in der Wiener Mundart „etwas russisch machen“ eine schlampige bzw. nur provisorische Arbeitsausführung, andererseits kann mit dem Wort „Russenluster“ auch die (angenommene) spartanische Ausstattung russischer Haushalte gemeint sein. Im Wiener Dialekt-Lexikon wird es mit „nackte Glühbirne“ erklärt.
Ende des 19. Jahrhunderts war die Bezeichnung „russisches Licht“ für die nach Entwürfen des russischen Erfinders Pawel Nikolajewitsch Jablotschkow angefertigten elektrischen Lampen üblich, möglicherweise hat auch diese Bezeichnung zur Entstehung des Begriffs Russenluster beigetragen.